# 庄名泉石
庄名泉石（しょうな みついし、女性、7月4日 - ）は、日本のゲームの原画家、漫画家、イラストレーター、グラフィッカー。
株式会社テイジイエル企画のブランド戯画より発売された『プラチナ』で原画家としてデビュー。その後は長らく株式会社ミノリで活動していたが、2014年3月31日をもって退社し、2017年1月現在スタイラス株式会社に所属している。ゲームの原画以外にも、漫画家としてまんがタイムきららMAXにて『放課後せんせーしょん！』（単行本全2巻）の連載、ライトノベルのイラストを手掛けるなど、幅広く活動している。また、サークル「QuarterAREA」（発足当初のサークル名は「1/4領域」）で同人活動も行っている。

## 主な作品

### 原画
- プラチナ （2001年 戯画）
- Wind -a breath of heart- （2002年 minori）
  - そよかぜのおくりもの　-Wind Pleasurable Box- （2002年 minori）
- はるのあしおと （2004年 minori）
  - さくらのさくころ （2006年 minori）
- WHITE CLARITY （2005年 ACTRESS）
- すぴぱら - Alice the magical conductor. （2012年 minori）
- 夏空のペルセウス （2012年 minori）
- 12の月のイヴ （2014年 minori）
- 乙女が彩る恋のエッセンス （2016年 ensemble）
  - 乙女が彩る恋のエッセンス 〜笑顔で織りなす未来〜 （2016年 ensemble）
- 将軍様はお年頃 （2018年 ALcot）
- ソーサレス*アライヴ! 〜the World's End Fallen Star〜 （2019年 Fluorite）
- 将軍様はお年頃 ふぁんでぃすく -御三家だヨ! 全員集合- （2019年 ALcot）
- 同じクラスのアイドルさん。Around me is full by a celebrity. （2019年 Sonora）
- シャイニー・シスターズ 〜女装主人公アイドルプロジェクト〜（2020年 ensemble） - キャラクターデザイン担当

### 漫画
- 放課後せんせーしょん!（まんがタイムきららMAX、単行本全2巻）ble） - キャラクターデザイン担当

### 挿絵
- 恋愛する気がないので、隣の席の女友達と付き合うことにした。（富士見ファンタジア文庫、著：岬かつみ）

### その他
- 「笑顔のチカラ」 - 2008年のテレビアニメ『ef - a tale of melodies.』のエンディングテーマ・作詞